# Brandon Browner
Ne doit pas être confondu avec Brandon Brown.
(en) Statistiques sur pro-football-reference
(en) Statistiques sur statscrew
Brandon Kemar Browner, né le 2 août 1984 à Los Angeles, est un joueur américain de football américain et de football canadien.
Cornerback, il a joué au cours de sa carrière pour les Broncos de Denver (2005–2006), les Stampeders de Calgary (2007–2010), les Seahawks de Seattle (2011–2013), les Patriots de la Nouvelle-Angleterre (2014) et les Saints de La Nouvelle-Orléans (2015).
Avec les Seahawks puis les Patriots, il remporte deux Super Bowls (XLVIII, XLIX). Il a fait partie de la « Legion of Boom » à Seattle.